# Roman Hoffstetter
Roman Hoffstetter o Roman(us) Hofstetter (24 de abril de 1742 - 21 de mayo de 1815) fue un compositor clásico y monje benedictino. Algunas de sus composiciones (llamadas los seis Cuartetos de Cuerdas Opus 3, conocidas también como la Serenata de Haydn) fueron atribuidas por error a Haydn. Hoffstetter publicó otros cuartetos de cuerdas (Op. 1 por Diller y Hummel en 1771 y Op. 2 en 1782) bajo su propio nombre. Además de estas obras, se conservan los manuscritos de otros cuartetos suyos.
Hoffstetter tomó los hábitos como Pater Romanus en el monasterio benedictino de Amorbach en 1763, permaneciendo allí hasta la secularización de este, en 1803. No se conoce nada acerca de sus estudios tempranos o de su vida, aunque se puede suponer que provenía de una familia con conocimientos musicales. Accedió en poco tiempo a la posición de Regens Chori (Director de Coro), además de oficiar como organista y algunas veces de sacerdote en la región de Odenwald, aunque su cargo principal en el monasterio era el de Kuchenmeister (Cocinero Maestro). Además de sus cuartetos de cuerdas (que debieron ser cuidadosamente revisados, ya que poseían notables parecidos estilísticos con Haydn), Hoffstetter compuso cerca de 10 misas (muchas de las cuales fueron preservadas en los archivos de la Arquidiócesis en Würzburg), así como un pequeño número de obras para iglesia, incluyendo un Miserere perdido en el que colaboró con el compositor Suizo-Alemán Joseph Martin Kraus (1756-1792). En adición, existen 3 conciertos para Viola ofrecidos a la venta en el catálogo Breiktopf en 1785. Podría decirse que ellos son los mejores ejemplos y promotores del virtuosismo para Viola escritos en el siglo XVIII, y, de ser genuinos, podrían representar la cúspide de la carrera creativa de Hoffstetter. [Fine, M., "The Viola Concertos of Fr. Roman Hoffstetter, OSB", DMA diss., Memphis St. Univ., 1990]
Hoffstetter es más conocido por su amistad con Kraus, que nació cerca de Miltenberg am Main. Esta amistad empezó cerca de 1774 y continuó a través del nombramiento de Kraus como compositor de la corte del rey sueco Gustavo III, hasta la muerte de Kraus. Hoffstetter mantuvo correspondencia con Kraus, y su temprano biógrafo, el diplomático sueco Fredrik Samuel Silverstolpe, que lo puso en contacto con su ídolo, Haydn. Nueve de esas cartas, escritas entre 1800 y 1802, han sido conservadas en la colección de Silverstope en la Biblioteca de la Universidad de Upsala. [Unverricht, H. "Die Beide Hoffstetter," 1968]
Siguiendo la secularización de Amorbach, Hoffstetter se retiró, sordo y ciego casi por completo, a Miltenburg am Main con su abad, Benedikt Kuelsheimer. La mayoría de los trabajos escritos para Amorbach fueron perdidos en la disolución de la biblioteca monástica por tropas francesas en 1803.